# Иван Зекић
Иван Зекић (Београд, 18. мај 1986) српски је глумац.

## Биографија
Глумом је почео да се бави у омладинском позоришту Дадов где је провео три године, након чега уписује Факултет драмских уметности у Београду 2005. године у класи проф. Биљане Машић.
На истој класи су, између осталих, били: Данина Јефтић, Бојан Кривокапић, Павле Јеринић, Милош Пјевач и Милан Вучковић.
Неколико година је био певач и гитариста у блуз бенду са глумцем Николом Јовановићем. Играо је у неколико београдских позоришта: Атеље 212, Народно позориште у Београду, Позориште Бошко Буха. Играо је у серијама Љубав и мржња, Паре или живот, Сенке над Балканом, Убице мог оца, и филмовима Револт, Монтевидео, видимо се!, Дара из Јасеновца, као и у филму Тома, где тумачи лик Предрага Живковића Тозовца.
Од 2019-е године ради као домаћин "Lafayette" кабареа, у Београду.

## Филмографија
| Год.       | Назив                              | Улога                    |
| ---------- | ---------------------------------- | ------------------------ |
| 2000-е     |                                    |                          |
| 2007−2008. | Љубав и мржња                      | Данило                   |
| 2008.      | Горки плодови                      | пријатељ                 |
| 2010-е     |                                    |                          |
| 2010.      | Јесен стиже, дуњо моја (ТВ серија) | млађи Голдштајн          |
| 2008−2010. | Паре или живот                     | Гаги                     |
| 2012.      | Il commissario Nardone             | Лори                     |
| 2013.      | На путу за Монтевидео              | Ивица Бек                |
| 2013.      | Револт                             |                          |
| 2014.      | Монтевидео, видимо се!             | Ивица Бек                |
| 2014.      | Монтевидео, видимо се! (ТВ серија) | Ивица Бек                |
| 2014.      | Мио&Драг                           | Виктор                   |
| 2017.      | Сенке над Балканом                 | сликар Аврам Несторовић  |
| 2020-е     |                                    |                          |
| 2021.      | Тома (филм)                        | Предраг Живковић Тозовац |
| 2022.      | Тома (ТВ серија)                   | Предраг Живковић Тозовац |
| 2022-2024. | Тајна винове лозе                  | Васић                    |